# Cọc đỏ
Cọc đỏ (danh pháp khoa học: Lumnitzera littorea) là một loài thực vật có hoa trong họ Trâm bầu. Loài này được (Jack) Voigt miêu tả khoa học đầu tiên năm 1845.